# Thanh Bình, Chương Mỹ
Thanh Bình là một xã thuộc huyện Chương Mỹ, thành phố Hà Nội, Việt Nam.
Xã có diện tích 5,32 km², dân số năm 1999 là 5.788 người, mật độ dân số đạt 1.088 người/km². Ở đơn vị thôn (7): Thanh Nê, Khu Trung Tâm, Đồi Bé, Đồi Chè, Kim Nê, Tiến Phối, Trung Hoàng.